# Bent Creek
Bent Creek és una concentració de població designada pel cens dels Estats Units a l'estat de Carolina del Nord. Segons el cens del 2007 tenia 1.521 habitants.

## Demografia
Segons el cens del 2000, Bent Creek tenia 1.389 habitants, 552 habitatges i 418 famílies. La densitat de població era de 242,7 habitants per km².
Dels 552 habitatges en un 33% hi vivien nens de menys de 18 anys, en un 65,8% hi vivien parelles casades, en un 6,5% dones solteres, i en un 24,1% no eren unitats familiars. En el 19,7% dels habitatges hi vivien persones soles el 6,9% de les quals corresponia a persones de 65 anys o més que vivien soles. El nombre mitjà de persones vivint en cada habitatge era de 2,52 i el nombre mitjà de persones que vivien en cada família era de 2,9.
Per edats la població es repartia de la següent manera: un 24% tenia menys de 18 anys, un 4,8% entre 18 i 24, un 29,9% entre 25 i 44, un 27,6% de 45 a 60 i un 13,7% 65 anys o més.
L'edat mediana era de 40 anys. Per cada 100 dones de 18 o més anys hi havia 91,1 homes.
La renda mediana per habitatge era de 49.375 $ i la renda mediana per família de 57.768 $. Els homes tenien una renda mediana de 36.136 $ mentre que les dones 27.964 $. La renda per capita de la població era de 22.138 $. Entorn del 6,7% de les famílies i el 9% de la població estaven per davall del llindar de pobresa.

## Poblacions més properes
El següent diagrama mostra les poblacions més properes.